# Live in London (Testament-Album)
Live in London ist das vierte Livealbum der US-amerikanischen Thrash-Metal-Band Testament. Es erschien 2005 über Spitfire Records auf CD und DVD.

## Entstehung und Hintergrund
Im Jahre 2005 kam es zu einer Wiedervereinigung der „klassischen“ Testament-Bandbesetzung, die zwischen 1987 und 1992 Bestand hatte. Die Band spielte im Mai 2005 zehn Konzerte in Europa, von denen das dritte Konzert am 8. Mai 2005 in London aufgezeichnet wurde. Bei den ersten acht Liedern saß John Tempesta am Schlagzeug und wurde für die restlichen Lieder von Louis Clemente abgelöst. Die 14 Lieder des Albums stammen von den ersten fünf Studioalben der Band. Die DVD enthält zusätzlich zum Konzert in Innsbruck aufgezeichnete Backstageimpressionen sowie ein Interview mit der Band.

## Titelliste
| 1. The Preacher – 4:10 2. The New Order – 4:39 3. The Haunting – 4:27 4. Electric Crown – 5:40 5. Sins of Omission – 5:24 | 1. Souls of Black – 3:59 2. Into the Pit – 3:06 3. Trial by Fire – 5:17 4. Practice What You Preach – 5:27 5. Let Go of My World – 3:41 | 1. The Legacy – 5:29 2. Over the Wall – 4:53 3. Raging Waters – 4:41 4. Disciples of the Watch – 5:15 |

## Rezeption
Buffo Schnädelbach vom deutschen Magazin Rock Hard beschrieb Live in London als einen Tonträger, der aufgrund seines „Best-of-Charakters sein Geld Wert ist“. Allerdings war er der Meinung, dass die DVD-Version schon wegen der längeren Spielzeit „mehr Sinn macht“. Björn Backes vom Onlinemagazin Powermetal.de bezeichnete den für das Album aufgezeichneten Auftritt als ein „sehr, sehr starkes Konzert, welches jeden Testament-Fan der ersten Stunde begeistern sollte“.